# Niphargus
Niphargus là một chi giáp xác nước ngọt trong họ Niphargidae. 

## Các loài
- Niphargus aberrans Sket, 1972
- Niphargus ablaskiri Birstein, 1940
- Niphargus adbiptus G. Karaman, 1973
- Niphargus adei S. Karaman, 1934
- Niphargus admiraulti Chevreux
- Niphargus aggtelekiensis Dudich
- Niphargus alutensis Dancau, 1971
- Niphargus ambulator G. Karaman, 1975
- Niphargus anatolicus S. Karaman, 1950
- Niphargus andropus Schellenberg
- Niphargus angelieri Ruffo, 1954
- Niphargus aquilex Schi?dte
- Niphargus arbiter G. Karaman, 1985
- Niphargus arcanus G. Karaman, 1988
- Niphargus armatus G. Karaman, 1985
- Niphargus asper G. Karaman, 1972
- Niphargus auerbachi Schellenberg
- Niphargus bajuvaricus Schellenberg, 1932
- Niphargus balazuci Schellenberg, 1951
- Niphargus balcanicus Schäferna
- Niphargus baloghi Dudich
- Niphargus bihorensis Schellenberg
- Niphargus birsteini Dedyu, 1963
- Niphargus bitoljensis S. Karaman, 1943
- Niphargus bodoni G. Karaman, 1985
- Niphargus boskovici S. Karaman, 1952
- Niphargus boulangei Wichers
- Niphargus brevicuspis Schellenberg
- Niphargus brevirostris Sket, 1971
- Niphargus brixianus Ruffo, 1937
- Niphargus bureschi Fage, 1926
- Niphargus burgundus Graf, 1968
- Niphargus buturovici S. Karaman, 1958
- Niphargus caelestis G. Karaman, 1982
- Niphargus canui G. Karaman, 1976
- Niphargus carcerarius G. Karaman, 1989
- Niphargus carpathicus Dobreanu, 1939
- Niphargus carsicus Straškraba, 1956
- Niphargus casimiriensis Skalski 1980
- Niphargus castellanus S. Karaman, 1960
- Niphargus cepelarensis S. Karaman, 1959
- Niphargus ciliatus Chevreux, 1906
- Niphargus corinae Dedyu, 1963
- Niphargus corsicanus Schellenberg
- Niphargus costozzae Schellenberg, 1935
- Niphargus croaticus Jurinac, 1887
- Niphargus cubanicus Birstein, 1954
- Niphargus cvijici S. Karaman, 1950
- Niphargus dadicus Dancau, 1963
- Niphargus dandocai Benedetti, 1942
- Niphargus danielopoli G. Karaman, 1994
- Niphargus deelemanae G. Karaman, 1973
- Niphargus delamarei Ruffo, 1954
- Niphargus dimorphus Birstein, 1961
- Niphargus dobrogicus Dancau, 1964
- Niphargus dudichi Hanko
- Niphargus duplus G. Karaman, 1976
- Niphargus effosus Dudich, 1943
- Niphargus elegans Garbini, 1894
- Niphargus enslini S. Karaman, 1932
- Niphargus eugeniae Derzhavin, 1945
- Niphargus fontanus Bate
- Niphargus foreli Humbert, 1870
- Niphargus forroi G. Karaman, 1986
- Niphargus galenae Derzhavin, 1939
- Niphargus gallicus Schellenberg
- Niphargus galvagnii Ruffo, 1953
- Niphargus gebhardti Schellenberg, 1934
- Niphargus gineti Bou, 1965
- Niphargus glontii Behning, 1940
- Niphargus graecus S. Karaman, 1934
- Niphargus gurjanovae Birstein, 1941
- Niphargus hadzii Rejic, 1956
- Niphargus heberei Schellenberg, 1933
- Niphargus hercegovinensis S. Karaman, 1950
- Niphargus hoverlicus Dedyu, 1963
- Niphargus hrabei Karaman, 1932
- Niphargus hungaricus Mehely, 1937
- Niphargus hvarensis S. Karaman, 1952
- Niphargus ictus G. Karaman, 1985
- Niphargus illidzensis Schäferna
- Niphargus incertus Dobreanu, 1951
- Niphargus inclinatus G. Karaman, 1973
- Niphargus inopinatus Schellenberg
- Niphargus ivokaramani G. Karaman, 1994
- Niphargus jalzici G. Karaman, 1989
- Niphargus jaroschenkoi Dedyu, 1963
- Niphargus jovanovici Karaman
- Niphargus jugoslavicus G. Karaman, 1982
- Niphargus karamani Schellenberg
- Niphargus kieferi Schellenberg, 1936
- Niphargus kirgizi
- Niphargus kochianus Bate
- Niphargus komareki Karaman
- Niphargus korosensis Dudich, 1943
- Niphargus krameri Schellenberg, 1935
- Niphargus kurdus Derzhavin, 1945
- Niphargus labacensis Sket, 1956
- Niphargus ladmiraulti Chevreux, 1901
- Niphargus laisi Schellenberg
- Niphargus laticaudatus Schellenberg, 1940
- Niphargus latimanus Birstein, 1952
- Niphargus lattingerae G. Karaman, 1983
- Niphargus leopoliensis
- Niphargus lindbergi S. Karaman, 1956
- Niphargus longicaudatus (Costa)
- Niphargus longidactylus Ruffo, 1937
- Niphargus longiflagellum S. Karaman, 1950
- Niphargus lori Derzhavin, 1945
- Niphargus lunaris G. Karaman, 1985
- Niphargus macedonicus Karaman
- Niphargus magnus Birstein, 1940
- Niphargus maximus S. Karaman, 1929
- Niphargus mediodanubialis Dudich, 1941
- Niphargus melticensis Dancau, 1973
- Niphargus microcerberus Sket, 1972
- Niphargus miljeticus Straskraba
- Niphargus minor Sket, 1956
- Niphargus moldavicus Dobreanu, 1953
- Niphargus molnari Mehely, 1927
- Niphargus multipennatus Sket, 1956
- Niphargus naderini Alouf, 1972
- Niphargus nicaensis Isnard, 1916
- Niphargus ohridanus S. Karaman, 1929
- Niphargus orcinus Chevreux
- Niphargus pachypus Schellenberg, 1933
- Niphargus pancici Karaman
- Niphargus parenzani Ruffo, 1968
- Niphargus parvus S. Karaman, 1943
- Niphargus pasquinii Vigna-Taglianti, 1966
- Niphargus patrizii Ruffo, 1968
- Niphargus pavicevici G. Karaman, 1976
- Niphargus pectencoronatae Sket, 1990
- Niphargus pectinicauda Sket, 1971
- Niphargus pedemontanus Ruffo, 1937
- Niphargus pellagonicus S. Karaman, 1943
- Niphargus phreaticolus Motas, 1948
- Niphargus plateaui Chevreux, 1901
- Niphargus pliginskii Martynov, 1930
- Niphargus podgoricensis S. Karaman, 1934
- Niphargus poianoi G. Karaman, 1988
- Niphargus ponoricus Dancau, 1963
- Niphargus potamophilus Birstein, 1954
- Niphargus pretneri Sket, 1959
- Niphargus pseudocaspius G. Karaman, 1982
- Niphargus pseudokochianus Dobreanu, 1953
- Niphargus pulevici G. Karaman, 1967
- Niphargus pupetta Sket, 1962
- Niphargus puteanus C. L. Koch, 1836
- Niphargus rajecensis Schellenberg
- Niphargus rejici Sket, 1958
- Niphargus renei G. Karaman, 1986
- Niphargus rhenorhodanensis Schellenberg, 1937
- Niphargus rhodi S. Karaman, 1950
- Niphargus robustus Chevreux, 1901
- Niphargus romuleus Vigna-Taglianti, 1968
- Niphargus rostratus Sket, 1971
- Niphargus rucneri G. Karaman, 1962
- Niphargus ruffoi G. Karaman, 1976
- Niphargus salonitanus S. Karaman, 1950
- Niphargus sanctinaumi S. Karaman, 1943
- Niphargus schellenbergi Karaman
- Niphargus schusteri G. Karaman, 1991
- Niphargus serbicus S. Karaman, 1960
- Niphargus setiferus Schellenberg, 1937
- Niphargus skopljensis
- Niphargus smederevanus S. Karaman, 1950
- Niphargus smirnovi Birstein, 1952
- Niphargus somesensis Motas, 1948
- Niphargus speziae Schellenberg, 1936
- Niphargus sphagnicolus Rejic, 1956
- Niphargus spinulifemur S. Karaman 1954
- Niphargus spoeckeri Schellenberg, 1933
- Niphargus stankoi G. Karaman, 1974
- Niphargus stefanellii Ruffo, 1968
- Niphargus stenopus Sket, 1960
- Niphargus steueri Schellenberg, 1935
- Niphargus stochi G. Karaman, 1994
- Niphargus strouhali Schellenberg
- Niphargus stygius Schiødte
- Niphargus stygocharis Dudich, 1943
- Niphargus submersus Derzhavin, 1945
- Niphargus tamaninii Ruffo, 1953
- Niphargus tatrensis Wrześniowski, 1888
- Niphargus tauri Schellenberg, 1933
- Niphargus tauricus Birstein, 1961
- Niphargus tenuicaudatus Schellenberg, 1940
- Niphargus thermalis Dudich, 1941
- Niphargus thienemanni Schellenberg, 1934
- Niphargus thuringius Schellenberg
- Niphargus timavi S. Karaman, 1954
- Niphargus toplicensis Andreev, 1966
- Niphargus transitivus Sket, 1971
- Niphargus transsylvanicus Schellenberg, 1934
- Niphargus trullipes Sket, 1958
- Niphargus vadimi Birstein, 1961
- Niphargus valachicus Dobreanu & Manolache, 1933
- Niphargus vandeli Barbé, 1961
- Niphargus velesensis S. Karaman, 1943
- Niphargus virei Chevreux, 1896
- Niphargus vjeternicensis S. Karaman, 1932
- Niphargus vodnensis S. Karaman, 1943
- Niphargus vranjinae G. Karaman, 1967
- Niphargus wexfordensis G. Karaman, Gledhill & Holmes, 1994
- Niphargus wolfi Schellenberg, 1933
- Niphargus zorae G. Karaman, 1967
- Niphargus zvalanus S. Karaman, 1950